# Exposition internationale du Nord de la France de 1911

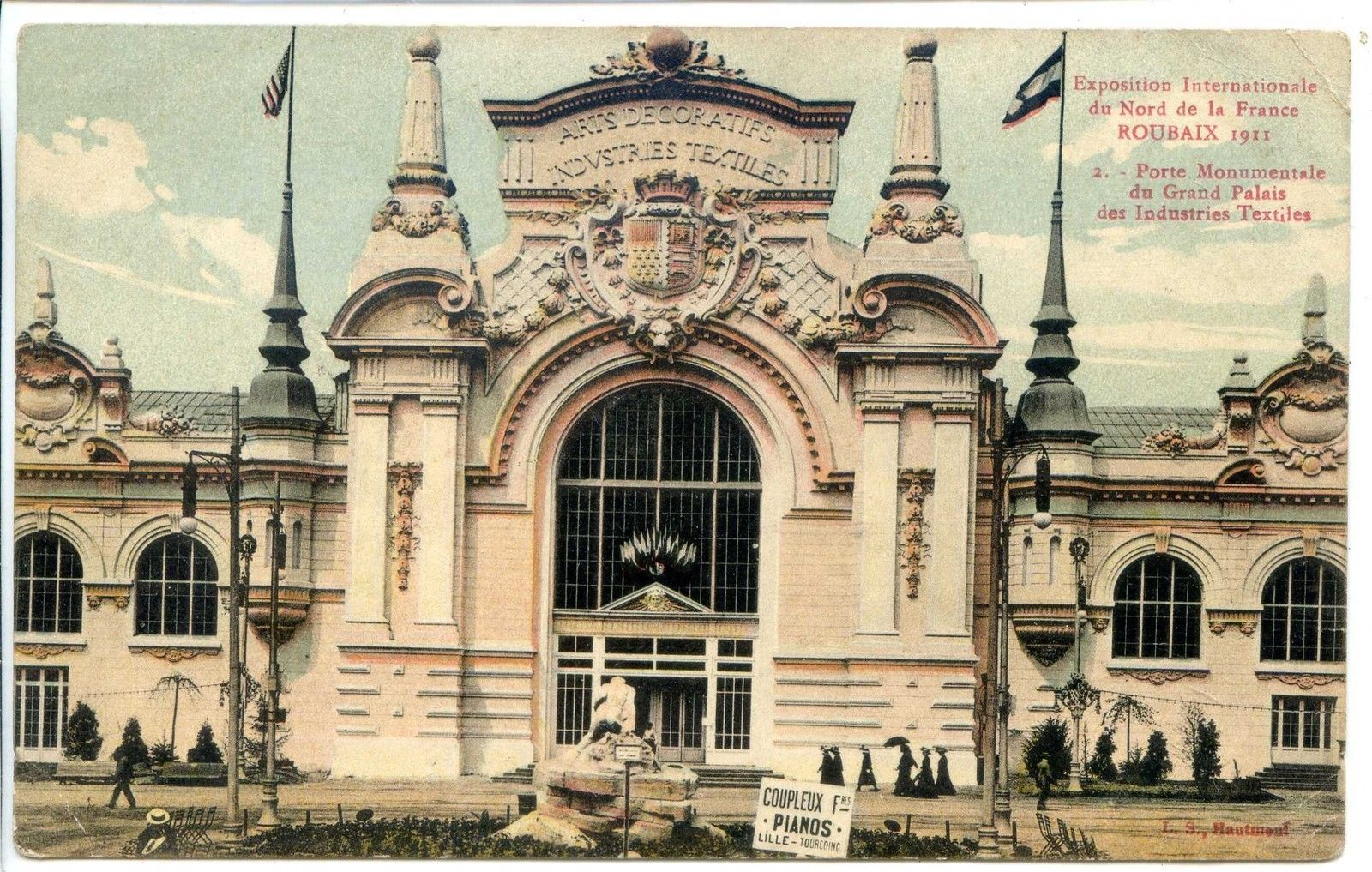
Palais des industries du textile à l'exposition de 1911.

L'Exposition internationale du nord de la France de 1911 est une exposition organisée à Roubaix du 30 avril au 6 novembre 1911.

## Histoire

### Préparation
Deux ans avant l'exposition, le conseil municipal de Roubaix, dirigé par Eugène Motte, décide le 19 mars 1909,  la participation de la commune à une manifestation internationale. Celle-ci, qui se déroule au Parc Barbieux et dans des terrains attenants, doit démontrer la suprématie mondiale de la ville de Roubaix dans le domaine du textile et doit montrer que « capital » et « travail » peuvent coexister. On veut que l'exposition soit régionale, allant au-delà d'une industrie déterminée, et présentant le savoir-faire de toute une région, sans exclure les régions étrangères proches. Cette volonté va donner son nom à l'exposition qui doit être celle de toute une région.
Avant d'en arriver là, il a d'abord fallu convaincre de l'utilité d'une telle manifestation juste après des manifestations de même type à Lille, Arras, Tourcoing, Liège, Londres, et alors que se tenaient celles de Turin et de Charleroi.
La chambre de commerce de Roubaix approuve le principe de l'exposition le même jour que le conseil municipal.
À défaut d'avoir l'appui officiel du président de la République Armand Fallières, Jean Cruppi, ministre du commerce et de l'industrie autorise officiellement l'exposition au nom du gouvernement.
Pour organiser l'évènement, on met en place différentes instances : un comité d'initiative (il tiendra plus de 100 réunions en deux ans), un comité consultatif (pour appuyer les démarches auprès des exposants potentiels), un syndicat de garantie (voulu par le conseil municipal), un commissariat général dirigé par l'ancien commissaire général des expositions d'Arras et de Tourcoing, et un secrétariat général dirigé par un ingénieur des Arts et manufactures.
On contacte les habitués des grandes expositions, les pays étrangers, les industriels, les colonies, etc. Six pays seront représentés officiellement : l'Italie, l'Argentine, la Belgique, les Pays-Bas, l'Australie et la Nouvelle-Zélande.
On aménage l'infrastructure nécessaire : routes, hôtellerie, on prépare l'alimentation en énergie, etc., sans oublier la sécurité, l'incendie qui a ravagé l'exposition de Bruxelles a marqué les esprits (Exposition universelle de Bruxelles de 1910).

### Déroulement
Autorisée par le ministre de l'Industrie et du Commerce Jean Cruppi, l'exposition est inaugurée le dimanche 30 avril 1911 après l'inauguration de l'Hôtel de ville, par Alfred Massé et Jacques Koffi Egle, nouveau ministre du commerce et de l'industrie. Puis ont lieu les nombreux discours avant la visite inaugurale (il y aura des dizaines d'inauguration pendant toute la durée de l'exposition).
L'accès à l'exposition se fait par une porte monumentale au bout du boulevard de Paris (actuel boulevard De Gaulle). Le président de la République Armand Fallières, accueilli en grande pompe civile et militaire, vient l'honorer, de sa présence le dimanche 9 juillet 1911, il visite également l'hôpital de la Fraternité considéré comme un modèle du genre à l'époque.
Durant jusqu'au 6 novembre, l'exposition accueille 3346, 3357 ou près de 3500 exposants. Des délégations viennent d'Afrique, de Nouvelle-Zélande, d'Australie, d'Argentine ou d'Italie. Elle attire entre 800000 et 1700000 visiteurs,. Ces personnes sont issues de toute la France, mais aussi de la Belgique voisine et de la Grande-Bretagne.
Sur le site, parmi les différents pavillons, figurent ceux des colonies, ceux des métiers et techniques nouvelles, ceux des nations, mais aussi celui de la Croix-Rouge.
Des attractions nombreuses sont destinées à attirer et séduire les visiteurs : un restaurant français, un village flamand, un autre sénégalais, un Luna Park (parc d'attractions), un casino, une exposition d'art moderne, un stadium, jusqu'à un petit aérodrome aménagé sur un terrain proche.

### Bilan
Le 6 novembre 1911, intervient la clôture de l'exposition, marquée par un banquet de clôture. Des dizaines de congrès y ont eu lieu : industriels textiles, brasseurs, espérantistes, etc. de même que des épreuves sportives, tel le Grand Tournoi européen de football.
Cette exposition est une réussite pour la commune de Roubaix. Cependant, elle est critiquée pour ne se concentrer que sur les quartiers aisés de la ville, augmenter le déficit communal et se déroule dans un contexte économique difficile du fait d'une concurrence textile accrue. Dans une période marquée par une baisse du nombre d'habitants de la commune, des tensions sociales éclatent en août et septembre 1911. Cette exposition accentue le sentiment d'inégalité des populations ouvrières et l'année suivante, Jean-Baptiste Lebas, de la SFIO, est élu maire de la ville contre le maire sortant Eugène Motte.
Le rapport général du secrétaire du comité d'initiative de l'exposition et adjoint au maire de Roubaix au moment de celle-ci, rédigé en 1912, compte deux tomes et 2000 pages.
L'exposition marque l'apogée de la puissance économique roubaisienne qui sera complètement ruinée quelques années plus tard du fait de la première guerre mondiale.